# Incendio del Reichstag
El incendio del Reichstag (en alemán: Der Reichstagsbrandⓘ) fue un incendio perpetrado contra el edificio del Reichstag en Berlín, el 27 de febrero de 1933. La responsabilidad del incendio sigue siendo tema de debate. En revisiones judiciales posteriores fueron anuladas las condenas del considerado en 1933 como culpable de los hechos: Marinus van der Lubbe, un joven comunista neerlandés de 24 años que fue sentenciado a muerte por el Gobierno alemán del canciller Adolf Hitler. Van der Lubbe era un albañil desempleado que había llegado recientemente a Alemania, y que presuntamente fue capturado en el lugar del incendio. Después de ser torturado[cita requerida] admitió haber prendido fuego al edificio, por lo que fue ejecutado diez meses después. El incendio fue utilizado como «prueba» por los nazis para acusar a los comunistas del KPD de conspirar contra el Gobierno y está considerado un hecho fundamental en el establecimiento de la Alemania nazi (o Tercer Reich). 
El fuego comenzó en la sala de concesiones del edificio del Reichstag, donde se ubicaba el parlamento alemán. Una estación de bomberos de Berlín recibió una llamada alertando del incendio a las 21:25. En el momento en que los bomberos y la policía llegaron, la cámara de diputados estaba envuelta en llamas. La policía, tras una búsqueda exhaustiva en el interior del edificio, encontró a Marinus van der Lubbe. Van der Lubbe y cuatro dirigentes comunistas fueron posteriormente arrestados.
Adolf Hitler, quien había jurado como Canciller de Alemania cuatro semanas antes, el 30 de enero, instó al presidente Paul von Hindenburg a que firmara un decreto de emergencia para suspender las libertades civiles con el fin de «contrarrestar la confrontación despiadada del Partido Comunista de Alemania». Después de aprobarse el decreto, el gobierno perpetró arrestos masivos de comunistas por todo el país, incluyendo a los diputados comunistas del parlamento, a pesar de que estos contaban con inmunidad parlamentaria. Con sus rivales detenidos y sus escaños vacíos, el NSDAP (el Partido Nazi) amplió su mayoría y permitió a Hitler consolidar su poder; los nazis estaban deseosos de «descubrir» una posible complicidad de la Internacional Comunista. En febrero de 1933, tres hombres fueron detenidos y protagonizaron el célebre Juicio de Leipzig: Georgi Dimitrov, Vasil Tanev y Blagoi Popov. Los tres eran comunistas búlgaros y la policía prusiana los acusó de ser altos dirigentes de la Comintern, pero en realidad la policía no tenía ni idea de qué puesto ocupaban realmente. Por ejemplo, Georgi Dimitrov era nada menos que jefe de todas las operaciones de la Internacional Comunista en Europa Occidental y más tarde se convertiría en secretario general de la Internacional y presidente de la Bulgaria socialista.
Los historiadores no están de acuerdo en si Van der Lubbe actuó solo, como él declaró, para protestar por la mala situación de la clase obrera alemana. Los nazis acusaron a los comunistas, tanto alemanes como extranjeros, del incendio. Algunos historiadores sugieren que la contra-acusación del Partido Comunista de Alemania era verdadera y que el incendio fue planeado y ordenado por los nazis como una operación de falsa bandera con el fin de aumentar su creciente poder. Fuera quien fuera su autor, lo cierto es que los principales beneficiados de este suceso fueron los propios nazis, que pudieron consolidar su poder y eliminar a los comunistas, que junto a los socialdemócratas eran los principales opositores al NSDAP.

## El comentario de Göring
En el libro The Rise and Fall of the Third Reich (Auge y caída del Tercer Reich), del historiador estadounidense William L. Shirer, se recoge una declaración jurada del general alemán Franz Halder, donde este afirma que Hermann Göring en Núremberg se jactó acerca del incendio:

En un almuerzo con ocasión del cumpleaños del Führer en 1943, las personas alrededor del Führer dirigieron la conversación hacia el incendio del Reichstag y su valor artístico. Escuché con mis propios oídos como Göring irrumpió en la conversación y gritó: el único que realmente sabe sobre el edificio del Reichstag soy yo, porque yo le prendí fuego. Y diciendo esto, dio una palmada.

Durante su interrogatorio en los juicios de Núremberg de 1945 y 1946, se le leyó a Göring la declaración jurada de Halder, pero negó haber tenido implicación alguna en el incendio, y tildó la declaración de Halder de "tonterías". Göring dijo: 

No tenía razón o motivo alguno para incendiar el Reichstag. Desde el punto de vista artístico no me arrepiento en absoluto de que la cámara se quemara; tenía la esperanza de construir una mejor. Por lo que si lo lamento mucho es porque me vi obligado a buscar un nuevo lugar de encuentro para el Reichstag, y al no ser capaz de encontrar uno, tuve que renunciar a mi Ópera Kroll. La ópera me parecía mucho más importante que el Reichstag.

## Consecuencias

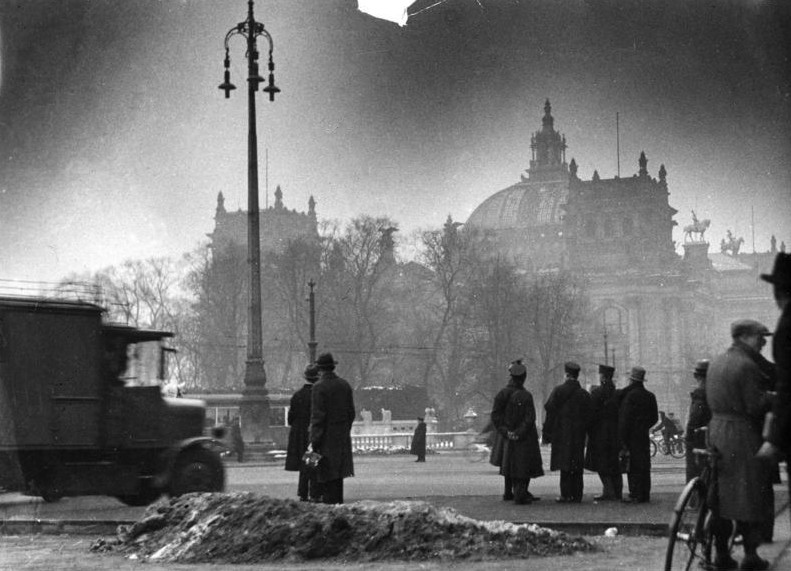
El Reichstag a la mañana siguiente.

Hitler aprovechó la situación y declaró el estado de emergencia y animó al anciano presidente Paul von Hindenburg a firmar el Decreto del Incendio del Reichstag, suspendiendo la mayoría de las disposiciones sobre derechos fundamentales de la constitución de 1919 de la República de Weimar.
Los líderes nazis tenían preparada la demostración de que el incendio del Reichstag había sido organizado por la Comintern, y en los primeros días de marzo de 1933, fueron arrestados los ciudadanos búlgaros Georgi Dimitrov, Vasil Tanev y Blagoi Popov tres hombres que jugaron roles fundamentales durante el juicio de Leipzig, conocido como «El juicio del incendio del Reichstag». Dimitrov era, a la sazón, presidente del Comité Ejecutivo de la Internacional Comunista. En un largo juicio él mismo demostró su inocencia y el carácter político del incendio, utilizado por las autoridades nazis para desprestigiar al movimiento comunista alemán e internacional.
Hitler había jurado como Canciller y jefe de la coalición de gobierno el 30 de enero de 1933. Su primer acto fue pedirle al Presidente Hindenburg que disolviera el Reichstag, de manera que pudiera aumentar el número de escaños nazis tanto en el parlamento como en el gobierno. La petición de Hitler fue aceptada y se fijaron elecciones para el 5 de marzo de 1933. El objetivo de Hitler fue abolir la democracia de una forma más o menos legal al activar la Ley Habilitante. La Ley Habilitante fue un poder especial permitido por la Constitución de Weimar para darle al Canciller el poder de aprobar leyes mediante decretos, sin la intervención del Reichstag. Se suponía que el Acta Permisiva era usada solamente en tiempos de extrema emergencia, y de hecho, había sido usada solamente una vez antes, en 1923–1924, cuando el gobierno usó la Ley Habilitante para rescatar a Alemania de la hiperinflación. Para activar la Ley Habilitante se requería una votación por una mayoría de dos tercios en el Reichstag. En enero de 1933, los nazis solamente tenían el 32% de los escaños y aun así no estaban en posición de activar la Ley Habilitante.

## El incendio como arquetipo
El término "incendio del Reichstag" es utilizado por algunos autores para denotar un evento calamitoso y traumático puesto en escena por un movimiento político, orquestado por este, para provocar que sus opositores, a los que se culpa, sean vistos con recelo por la opinión pública. Esto se conoce como ataque u operación de falsa bandera.
Por ejemplo, la destrucción del palacio del emperador romano Diocleciano en Nicomedia ha sido descrito como un "incendio del Reichstag del siglo IV" que se utilizó para justificar una extensa y mayor persecución de los cristianos. Según Lactancio, escritor y cristiano del siglo III y IV: Galerio instó a Diocleciano a incrementar la crueldad en las persecuciones; empleando emisarios privados, se incendió el palacio y después de haberse quemado una parte de este, se culpó a los cristianos y se los catalogó de enemigos públicos, por lo que el apelativo "cristiano" se volvió odioso desde el incendio. El incendio de Roma, descrito sobre todo por Tácito, contiene acusaciones similares. En el siglo XXI, el incendio del Reichstag se ha comparado con los ataques del 11 de septiembre de 2001 en Estados Unidos, pues los teóricos de la conspiración dudan si al-Qaeda estuvo realmente detrás de los ataques, debido a las repercusiones que tuvieron los ataques en EE. UU. —mayor vigilancia, guerras, restricción de libertades, etc.

## Revisión judicial póstuma
Póstumamente, la justicia alemana revisó en varias ocasiones el proceso contra Marinus van der Lubbe. La primera en 1967, cuando un tribunal de Berlín Occidental permitió que se mantuviera la condena de 1933, pero anuló la pena de muerte y cambió póstumamente la sentencia de Van der Lubbe a ocho años de prisión. En 1980, el mismo tribunal anuló la sentencia por completo, decisión que posteriormente fue revocada por el tribunal federal. En 1981, un tribunal de Alemania Occidental anuló póstumamente la condena de 1933 de Van der Lubbe y lo declaró inocente por motivos de demencia. Esta sentencia fue revocada en enero de 2008 para aplicarle el indulto en virtud de una ley de 1998 basándose en que cualquier persona condenada bajo la Alemania nazi es oficialmente inocente. La ley permite indultos a personas condenadas por crímenes nazis, basándose en la idea de que las leyes de la Alemania nazi "iba en contra de las ideas básicas de la justicia".